# Liste der Monuments historiques in Lignol-le-Château
Die Liste der Monuments historiques in Lignol-le-Château führt die Monuments historiques in der französischen Gemeinde Lignol-le-Château auf.

## Liste der Immobilien
| Bezeichnung           | Beschreibung                                                                          | Standort                     | Kennzeichnung | Schutzstatus | Datum | Bild |
| --------------------- | ------------------------------------------------------------------------------------- | ---------------------------- | ------------- | ------------ | ----- | ---- |
| Château de la Pipière | Villa, 1909/10 erbaut, Architekt Paul Jouenne; mit Wirtschaftsgebäuden und Parkanlage | südwestlich des Ortes (Lage) | PA10000035    | Inscrit      | 2016  |      |

## Liste der Objekte
| Bezeichnung                                              | Beschreibung                                                                                       | Standort                          | Kennzeichnung | Schutzstatus | Datum | Bild |
| -------------------------------------------------------- | -------------------------------------------------------------------------------------------------- | --------------------------------- | ------------- | ------------ | ----- | ---- |
| Skulptur Heiliger Sebastian                              | Kalkstein, farbig gefasst, 16. Jahrhundert                                                         | in der Kirche St-Sylvestre (Lage) | PM10004687    | Inscrit      | 1975  |      |
| Skulptur Madonna mit Kind (1)                            | Holz, farbig gefasst, 18. Jahrhundert                                                              | in der Kirche St-Sylvestre (Lage) | PM10004690    | Inscrit      | 1975  |      |
| Mariä-Himmelfahrts-Altar                                 | Seitenaltar; Holz, farbig gefasst und vergoldet, 18. Jahrhundert; zugehörig PM10003164             | in der Kirche St-Sylvestre (Lage) | PM10001042    | Classé       | 1975  |      |
| Gemälde Mariä Himmelfahrt                                | Ölfarbe auf Leinwand, 19. Jahrhundert; nach Peter Paul Rubens                                      | in der Kirche St-Sylvestre (Lage) | PM10003164    | Classé       | 1975  |      |
| Hauptaltar                                               | Altartisch, Tabernakel und Retabel; Holz, farbig gefasst und vergoldet, 1770; zugehörig PM10003430 | in der Kirche St-Sylvestre (Lage) | PM10001044    | Classé       | 1975  |      |
| Zwei Skulpturen: Madonna mit Kind und heiliger Silvester | Holz, farbig gefasst und vergoldet, um 1770                                                        | in der Kirche St-Sylvestre (Lage) | PM10003430    | Classé       | 1975  |      |
| Stephansaltar                                            | Seitenaltar; Holz, farbig gefasst und vergoldet, 18. Jahrhundert; zugehörig PM10003165             | in der Kirche St-Sylvestre (Lage) | PM10001043    | Classé       | 1975  |      |
| Gemälde Martyrium des heiligen Stephan                   | Ölfarbe auf Leinwand, 18. Jahrhundert; nach Charles Le Brun                                        | in der Kirche St-Sylvestre (Lage) | PM10003165    | Classé       | 1975  |      |
| Skulptur Heiliger Vinzenz                                | Kalkstein, farbig gefasst, 16. Jahrhundert                                                         | in der Kirche St-Sylvestre (Lage) | PM10004686    | Inscrit      | 1975  |      |
| Reliquiar                                                | Holz, 16. Jahrhundert; Verbleib unbekannt                                                          | in der Kirche St-Sylvestre (Lage) | PM10004693    | Inscrit      | 1975  |      |
| Kronleuchter                                             | Kupfer, vergoldet, 19. Jahrhundert                                                                 | in der Kirche St-Sylvestre (Lage) | PM10004694    | Inscrit      | 1975  |      |
| Reliquienskulptur Heiliger Antonius                      | Holz, farbig gefasst, 16. Jahrhundert                                                              | in der Kirche St-Sylvestre (Lage) | PM10004692    | Inscrit      | 1975  |      |
| Wandvertäfelung                                          | mit neun Tafelgemälden; Holz, Ölfarbe auf Holz, 18. Jahrhundert                                    | in der Kirche St-Sylvestre (Lage) | PM10001041    | Classé       | 1975  |      |
| Sessel                                                   | Holz, bemalt, Stoff, 18. Jahrhundert                                                               | in der Kirche St-Sylvestre (Lage) | PM10001046    | Classé       | 1975  |      |
| Skulptur Heiliger Bernhard                               | Kalkstein, farbig gefasst und vergoldet, Ende des 15. Jahrhunderts                                 | in der Kirche St-Sylvestre (Lage) | PM10004689    | Inscrit      | 1975  |      |
| Skulpturengruppe Unterweisung Mariens                    | Kalkstein, farbig gefasst, 16. Jahrhundert                                                         | in der Kirche St-Sylvestre (Lage) | PM10001045    | Classé       | 1975  |      |
| Skulptur Heiliger Nikolaus                               | Kalkstein, farbig gefasst, 16. Jahrhundert                                                         | in der Kirche St-Sylvestre (Lage) | PM10001047    | Classé       | 1975  |      |
| Pietà                                                    | Kalkstein, farbig gefasst, 16. Jahrhundert                                                         | in der Kirche St-Sylvestre (Lage) | PM10001038    | Classé       | 1908  |      |
| Zwölf-Apostel-Retabel                                    | Kalkstein, farbig gefasst, zweite Hälfte des 16. Jahrhunderts                                      | in der Kirche St-Sylvestre (Lage) | PM10001039    | Classé       | 1913  |      |
| Kanzel                                                   | Holz, bemalt, 18. Jahrhundert                                                                      | in der Kirche St-Sylvestre (Lage) | PM10001040    | Classé       | 1975  |      |
| Skulptur Johannes Evangelist                             | Kalkstein, farbig gefasst, um 1500                                                                 | in der Kirche St-Sylvestre (Lage) | PM10004685    | Inscrit      | 1975  |      |
| Skulptur Madonna mit Kind (2)                            | Kalkstein, farbig gefasst, 16. Jahrhundert                                                         | in der Kirche St-Sylvestre (Lage) | PM10004688    | Inscrit      | 1975  |      |
| Skulptur Johannes der Täufer                             | Holz, farbig gefasst, 16. Jahrhundert                                                              | in der Kirche St-Sylvestre (Lage) | PM10004691    | Inscrit      | 1975  |      |